# 塞西利娅·卡斯特罗
塞西利娅·卡斯特罗（西班牙語：Cecilia Castro，1997年6月21日—），西班牙女子跆拳道运动员，2022年地中海运动会女子67公斤级银牌得主、2022年世界跆拳道锦标赛女子67公斤级铜牌得主。